# جون مكهيل
جون مكهيل (بالإنجليزية: John McHale)‏ هو لاعب كرة قاعدة أمريكي، ولد في 21 سبتمبر 1921 في ديترويت في الولايات المتحدة، وتوفي في 17 يناير 2008 في ستيوارت في الولايات المتحدة.

## وصلات خارجية
- جون مكهيل على موقعبيزبول رفرنس.كوم (الدوري الرئيسي) (الإنجليزية)